# Burgistein
Burgistein (toponimo tedesco) è un comune svizzero di 1 092 abitanti del Canton Berna, nella regione dell'Oberland (circondario di Thun).

## Monumenti e luoghi d'interesse

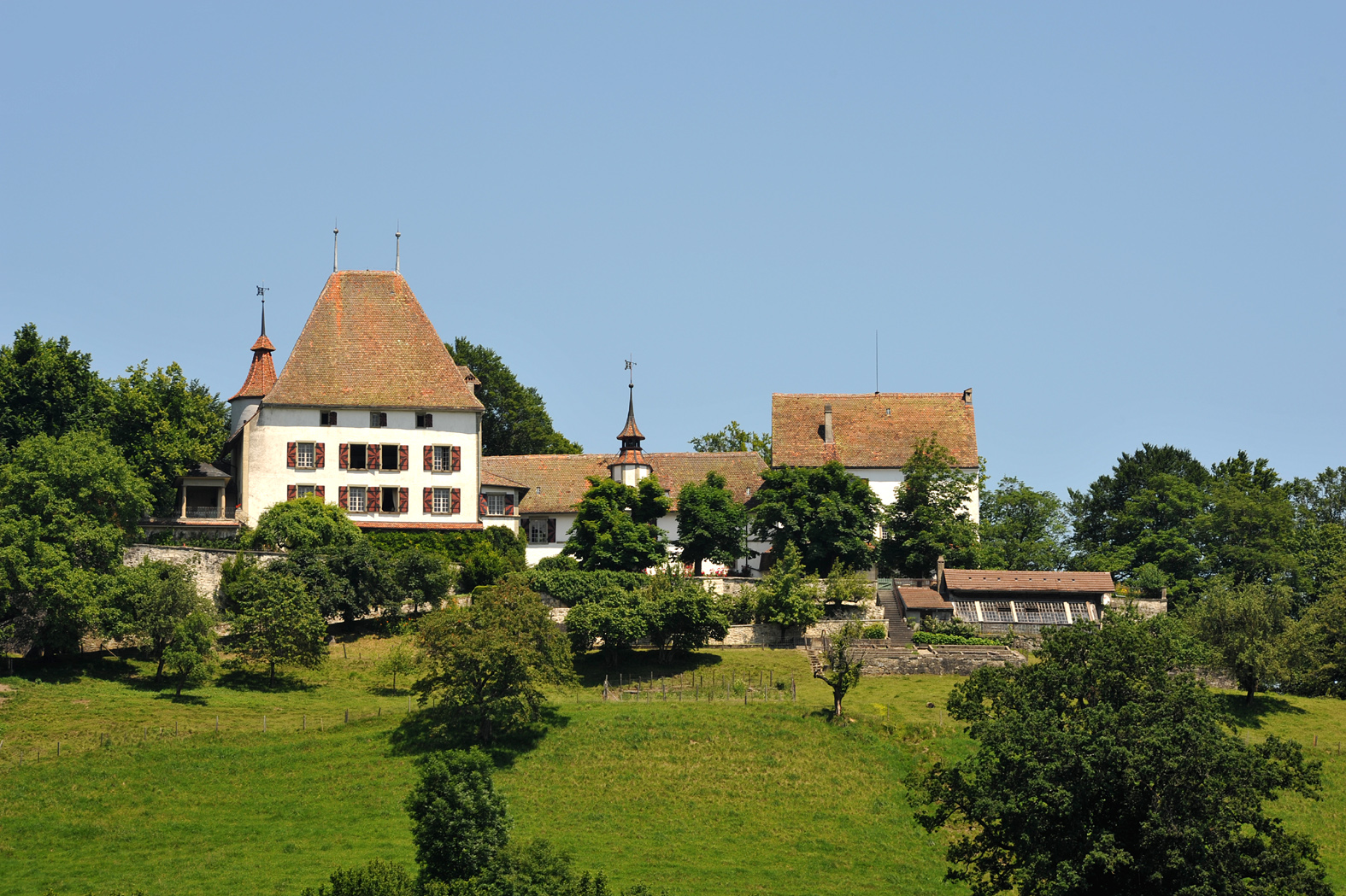
Il castello di Burgistein

- Chiesa riformata, eretta nel 1959[1];
- Castello di Burgistein, eretto nel 1260 circa e ricostruito dopo il 1340 e nel XVI secolo[1].

## Società

### Evoluzione demografica
L'evoluzione demografica è riportata nella seguente tabella:
Abitanti censiti

## Geografia antropica

### Frazioni
Le frazioni di Burgistein sono:
- Burgistein-Dorf
  - Äbnit
  - Niederschönegg
  - Plötsch
  - Weier
- Burgistein-Station
  - Burgiwil
  - Grossmatt
  - Pfandersmatt

## Infrastrutture e trasporti
Burgistein è servito dall'omonima stazione sulla ferrovia Gürbetalbahn.

## Amministrazione
Ogni famiglia originaria del luogo fa parte del comune patriziale che ha la responsabilità della manutenzione di ogni bene ricadente all'interno dei confini del comune.